# 1933 în artă
← 1930 în artă — 1931 în artă — 1932 în artă ——  1933 în artă  —— 1934 în artă — 1935 în artă — 1936 în artă →
1933 în artă implică o serie de evenimente:

## Evenimente

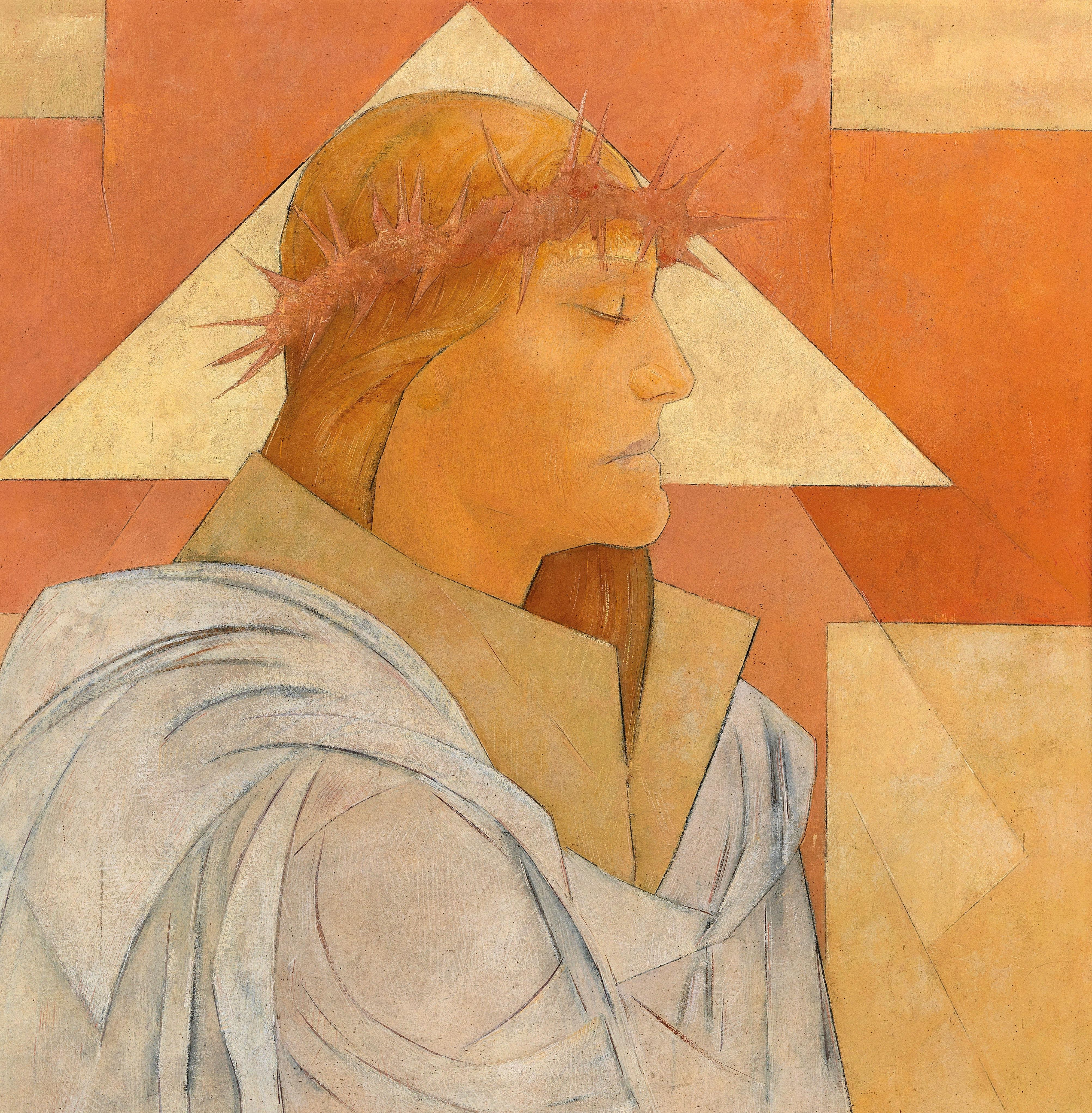
Circa 1933 —
Aloys Wach (1892 – 1940) → WikiData:Q2650678

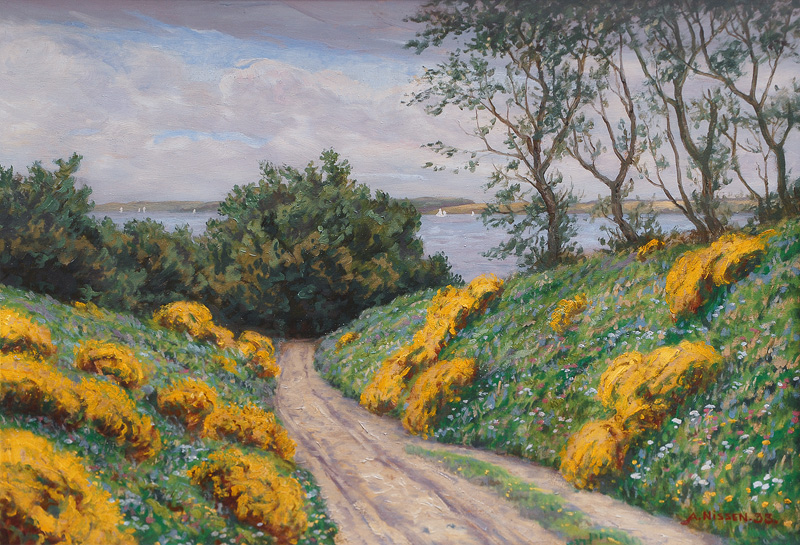
1933 —
Anton Nissen (1866 – 1934) → WikiData:Q28842917

### Evenimente artistice oriunde
Fără date precise 
- Complexa, importanta și influenta mișcare artistică Bauhaus (1919 - 1933), axată pe arhitectură și design, fondată de arhitectul Walter Gropius, la Weimar, în Germania, aflată fizic la Berlin, în 1933, este desființată de naziști, slujind propagandistic ca un „super-exemplu” de artă degenerată.

- 16 decembrie –
- Decembrie

## Premii
- Premiul Archibald –
- Medalia Newbery –

### Premii oriunde
- Premiul Archibald — W. B. McInnes – Desbrowe Annear

## Nașteri

### Ianuarie - iunie
- 1 ianuarie –
- 8 ianuarie –
- 11 ianuarie –
- 17 ianuarie –
- 23 ianuarie –
- 3 martie –
- 10 martie –
- 27 martie –
- 28 martie –
- 22 aprilie –
- 24 aprilie –
- 7 mai –
- 15 mai –
- 22 iunie –

### Iulie - decembrie
- 3 iulie –
- 25 iulie –
- 1 august –
- 8 august – Rudi Gernreich, designer de modă austriaco-american (d. 21 aprilie 1985) |--->
- 3 septembrie –
- 9 septembrie –
- 3 octombrie –
- 6 octombrie –
- 8 decembrie –
- 17 decembrie –
- 31 decembrie –

## Decese
- 23 ianuarie –
- Februarie –
- 3 februarie –
- 5 februarie –
- 19 februarie –
- 16 martie –
- 15 mai –
- 22 iunie –
- 22 august -
- august –
- 1 septembrie –
- 5 septembrie –
- 8 septembrie –
- 18 octommbrie –
- 13 decembrie –
- 15 decembrie –

## Galerie (lucrări din 1933)

Lucrări reprezentative
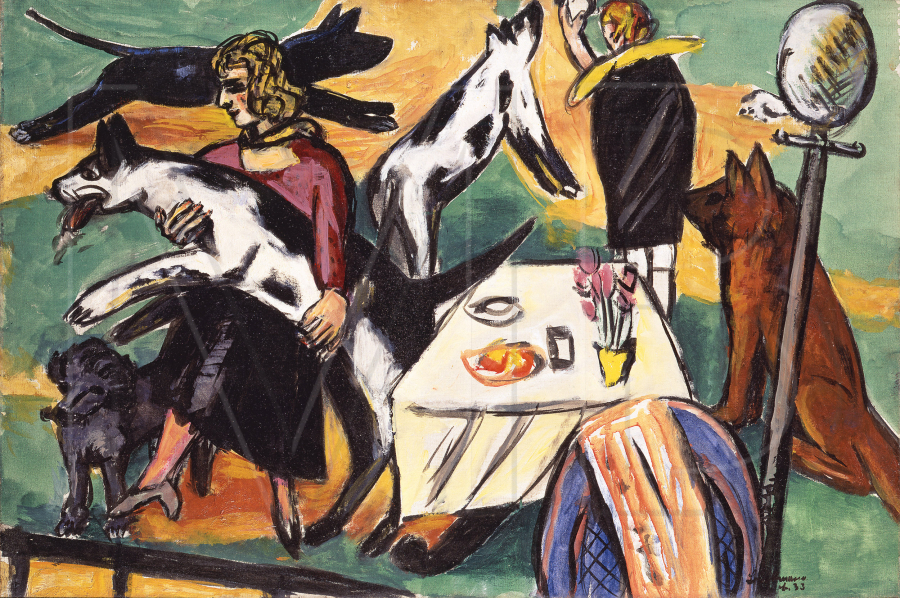
1933 — Max Beckmann (1884 – 1950) → WikiData - Q164683 — Fete jucându-se cu câini (în germană Mädchen mit Hunden spielend)
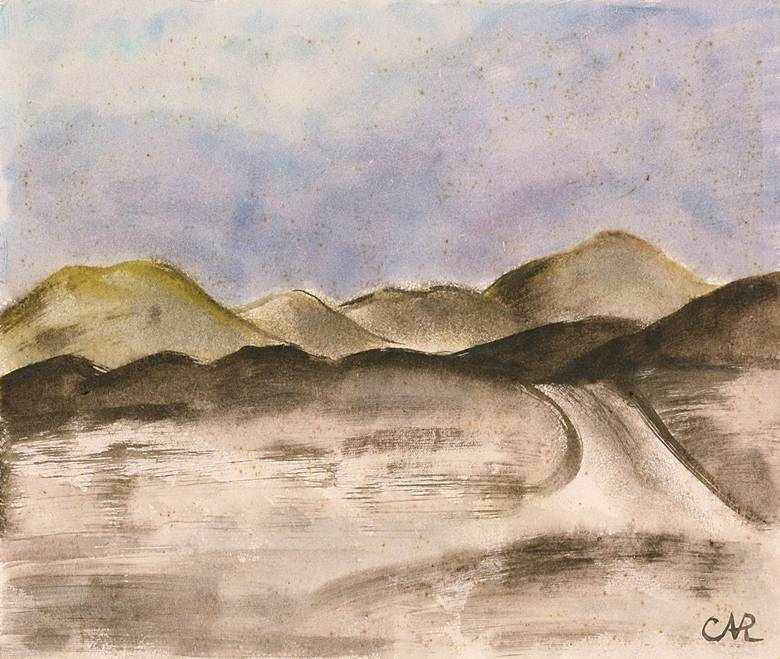
1933 — Anita Rée (1885 – 1933) → WikiData:Q274026 — Peisaj cu dune de nisip – (în germană Dünenlandschaft, 1932 - 1933)
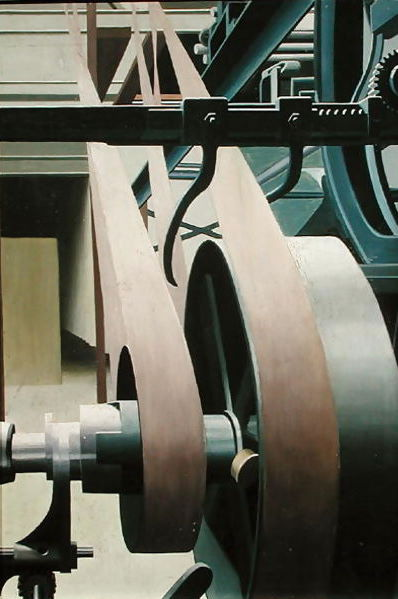
1933 — Carl Grossberg Carl Grossberg (1894–1940) WikiData:Q566849 — Roată pivotantă cu curea de transmisie (germană Schwingrad mit Treibriemen)
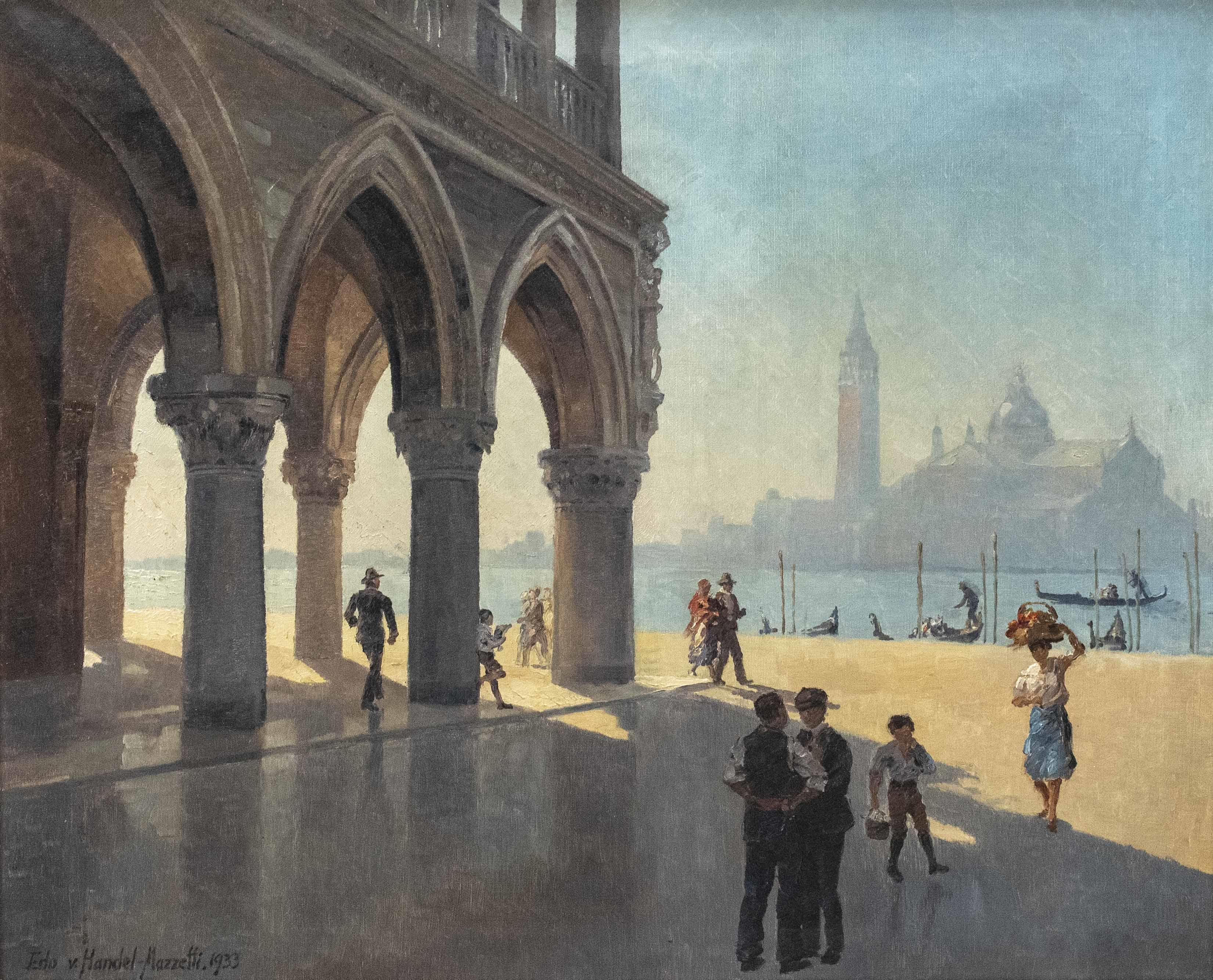
1933 — Eduard von Handel (1885–1950) → WikiData:Q63209587 — Vedere a Veneției din Piața San Marco (în germană Venedig Blick vom Markusplatz)
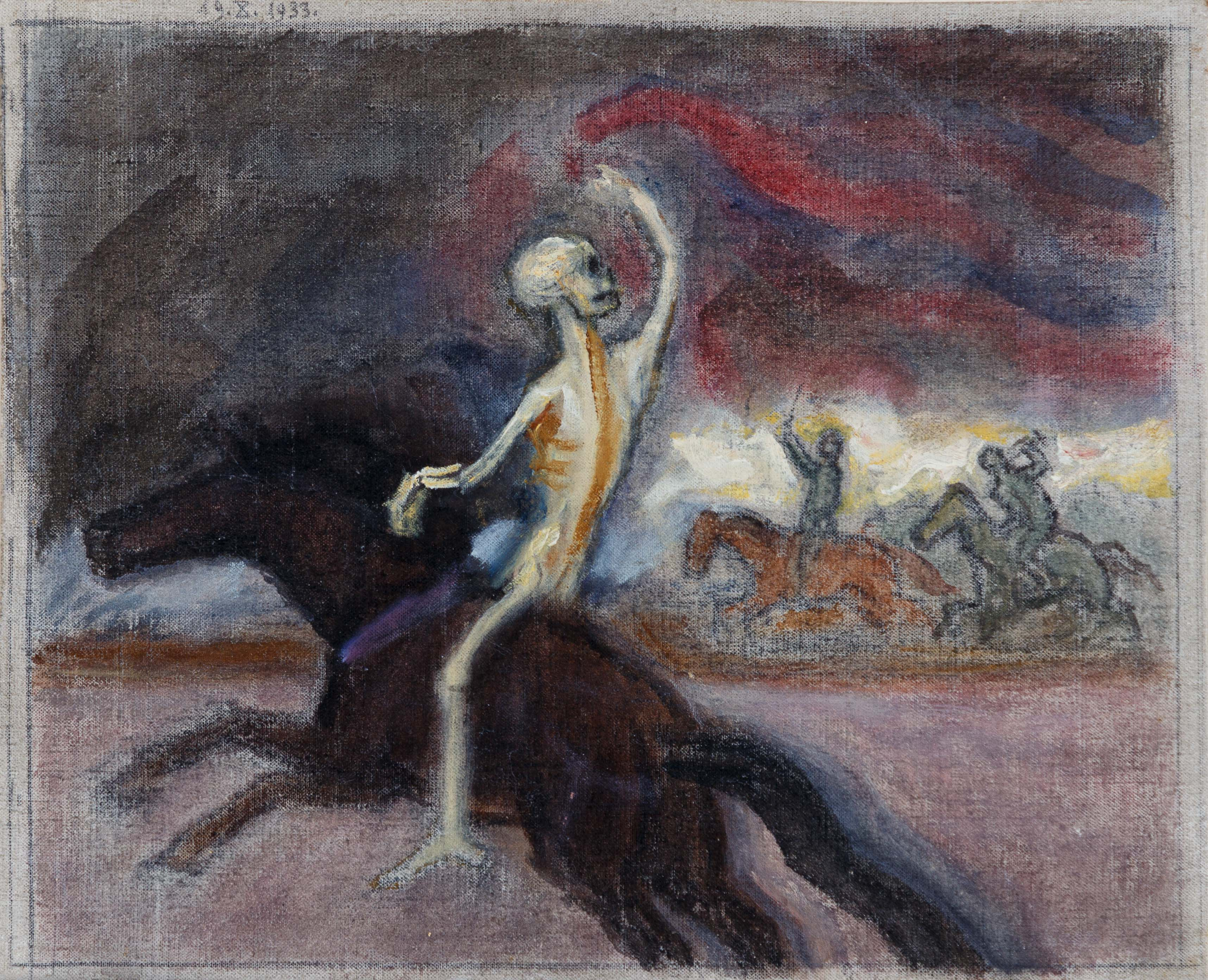
1933 — Hans von Faber du Faur (1863 – 1940) → WikiData:Q1583381 — Moartea călărind (în germană Der Tod reitet) - datată 1933-10-19
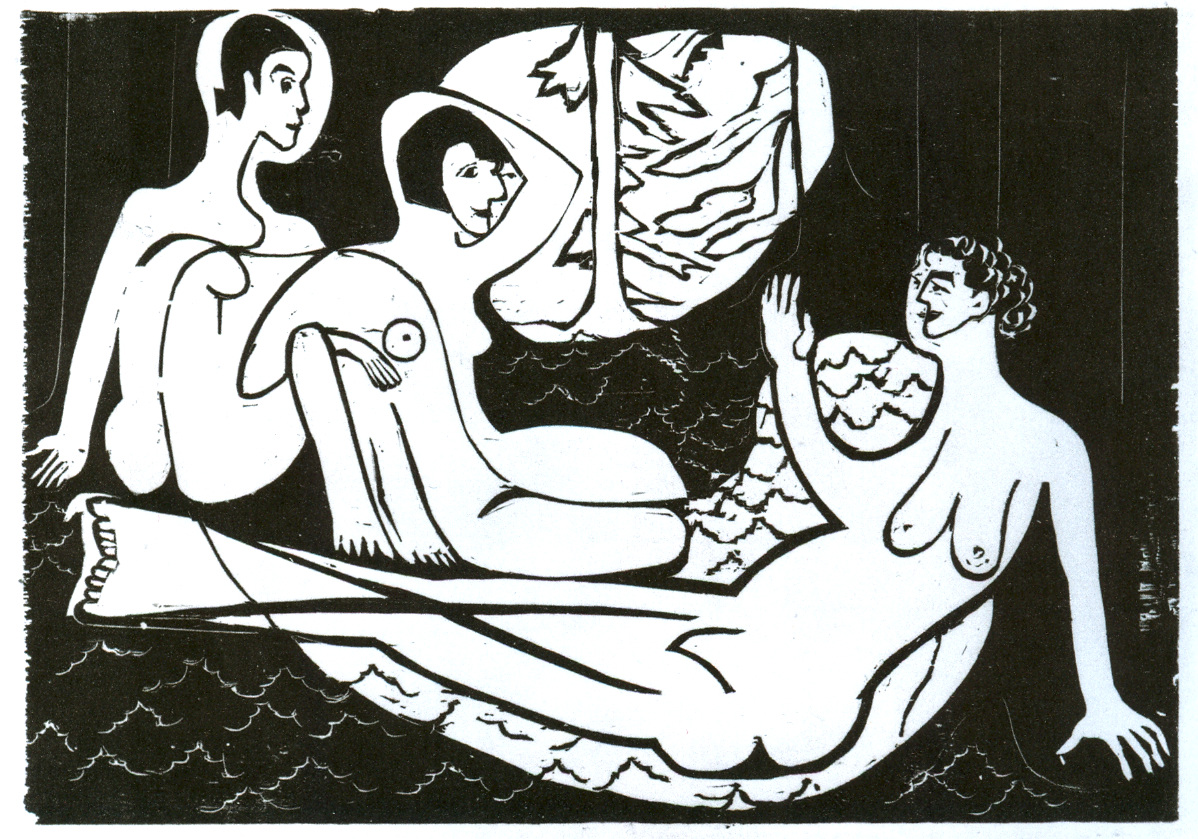
1933 — Ernst Ludwig Kirchner (1880 - 1938) → WikiData:Q229272 — Trei nuduri în pădure (în germană Drei Akte im Walde)
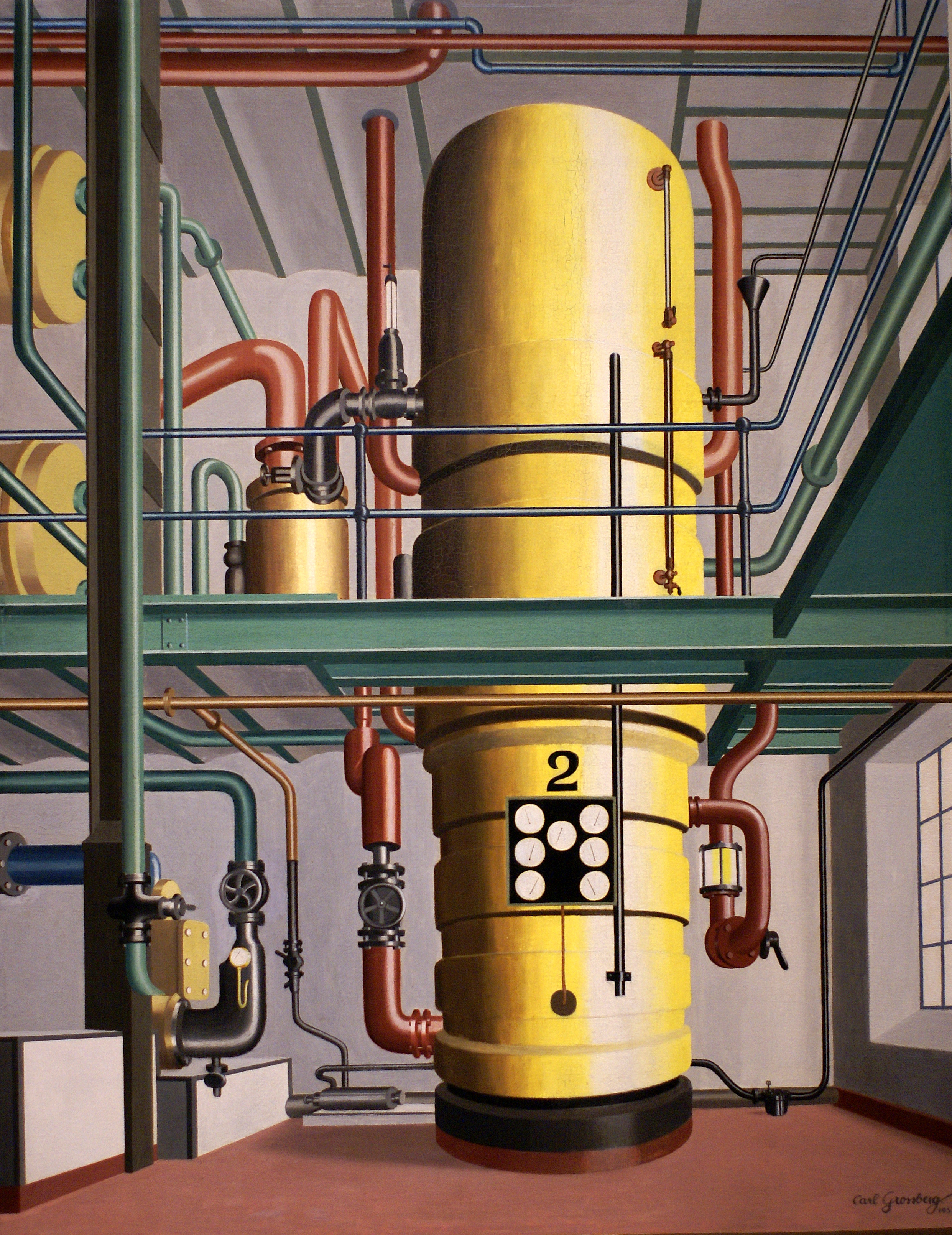
1933 — Carl Grossberg (1894 – 1940) — Cazanul galben (germană Der gelbe Kessel)
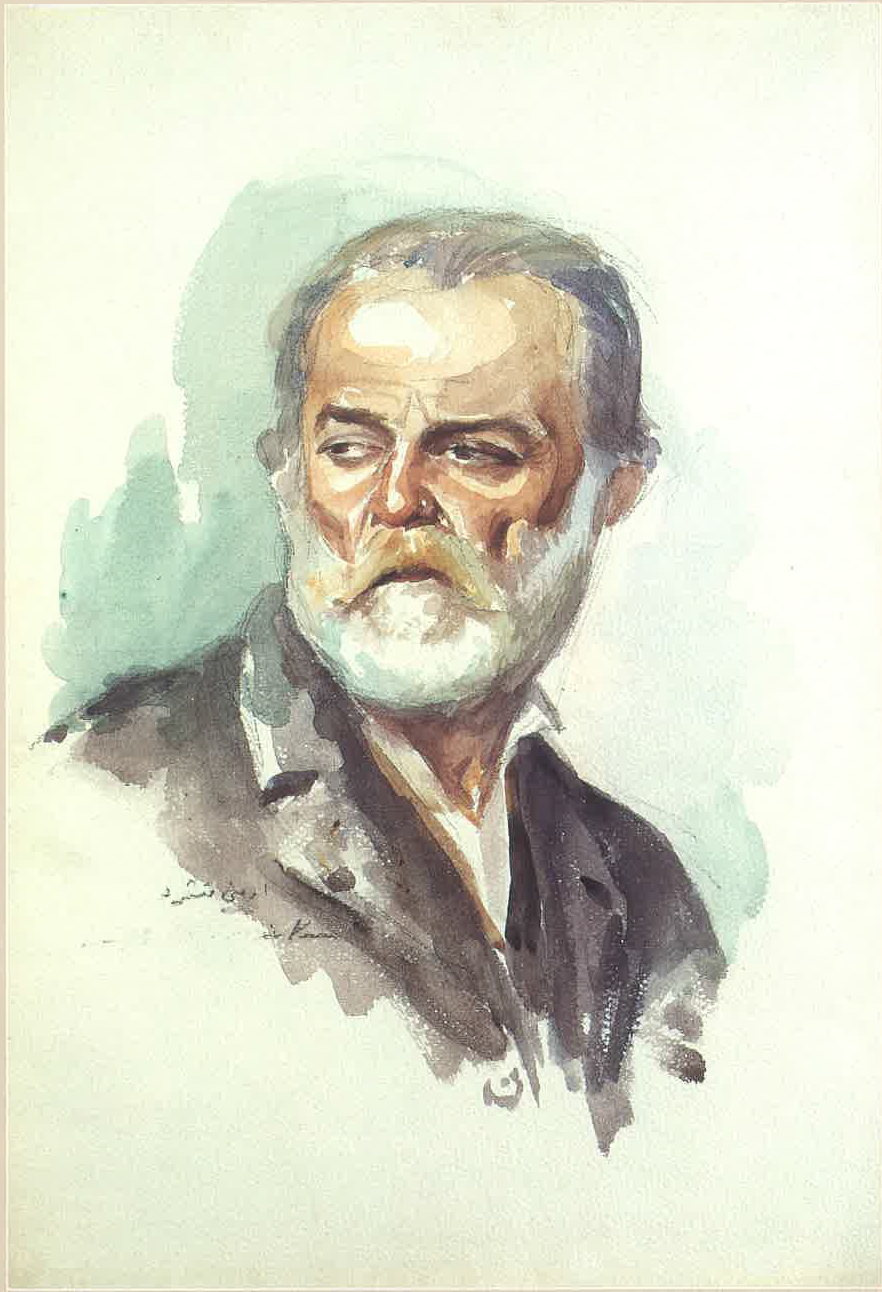
1933 — Moustafa Farroukh (1901 – 1957) WikiData:Q6926263 — Un armean strămutat ((în engleză A Displaced Armenian)